# Последовательность Морса — Туэ

Демонстрация создания последовательности Морса — Туэ.

Последовательность Морса — Туэ — бесконечная последовательность нулей и единиц (битов), впервые предложенная в 1906 году норвежским математиком Акселем Туэ в качестве примера апериодической рекурсивно вычислимой строки символов[уточнить]. Существует два варианта последовательности, получающиеся друг из друга инверсией битов:
10010110011010010110100110010110… (последовательность A010059 в OEIS) — дополнительная
01101001100101101001011001101001… (последовательность A010060 в OEIS) — основная
Последовательность Морса — Туэ является простейшим примером фрактала и находит своё применение в алгоритмах фрактального сжатия изображений.

## Определения
Последовательность можно определить многими разными эквивалентными способами:
- Выполняя преобразование {\displaystyle 0\rightarrow 01} ; {\displaystyle 1\rightarrow 10}, взяв за первую итерацию {\displaystyle 1}:

```
        1
    1       0
  1   0   0   1
 1 0 0 1 0 1 1 0 
```

- Начинаем с 1. На каждом шаге дописываем к числу инверсию этого числа. Инверсия получается заменой всех нулей на единицы, а единиц на нули. К примеру, инверсией числа 1001 будет число 0110. (По-другому инверсию числа можно описать так: это число, дополняющее уже написанное до числа, состоящего только из единиц; например 1001+0110=1111 в двоичной системе счисления)

```
Шаг 1: 1
Шаг 2: 10
Шаг 3: 1001
Шаг 4: 10010110
Шаг 5: 1001011001101001
...
```

- Выпишем подряд числа 0,1,2,3... в двоичной системе, и посчитаем количество цифр 1 в каждом числе. (Получим последовательность A000120 в OEIS.) Затем возьмем остаток этого числа от деления на 2.

| в десятичной записи | в двоичной | кол-во единиц | кол-во единиц mod 2 |
| ------------------- | ---------- | ------------- | ------------------- |
| 0                   | 0          | 0             | 0                   |
| 1                   | 01         | 1             | 1                   |
| 2                   | 10         | 1             | 1                   |
| 3                   | 11         | 2             | 0                   |
| 4                   | 100        | 1             | 1                   |
| 5                   | 101        | 2             | 0                   |
| 6                   | 110        | 2             | 0                   |
| 7                   | 111        | 3             | 1                   |

## История
Последовательность была открыта в 1851 году Пруэ (фр. E. Prouhet), который нашёл ей применение в теории чисел, однако не описал исключительные свойства последовательности. И только в 1906 году Аксель Туэ при изучении комбинаторики открыл её заново.
Публикация работы Туэ в Германии прошла бесследно, и последовательность вновь открывает Марсон Морс в 1921, применив её в дифференциальной геометрии.
Последовательность открывалась независимо много раз: например гроссмейстер Макс Эйве открыл её применение в шахматах, показав, как играть бесконечно, не нарушая правил ничьей.

## Свойства

### Симметрии
Как и любой фрактал, последовательность Морса — Туэ обладает рядом симметрий. Так, последовательность остаётся сама собой:
- При удалении всех элементов на чётных местах:

```
10 01  01 10  01 10  10 01  01 10  10 01  10 01  01 10...
```

```
1  0   0  1   0  1   1  0   0  1   1  0   1  0   0  1...
```

- При замене двух частей, из которых можно составить целое, другими двумя символами. Это означает, что последовательность нельзя заархивировать по алгоритму Хаффмана, так как последовательность, являющаяся «архивом» будет совпадать с самой последовательностью Морса — Туэ:

```
1001 0110 0110 1001  0110 1001  1001 0110...
1    0    0    1     0    1     1    0...
```

### Другие свойства
- В последовательности никогда не встречаются три одинаковых подряд идущих части (невозможно встретить «A-A-A», где «A» — последовательностей нулей и единиц);
- Дискретное преобразование Фурье последовательности имеет одинаковые максимумы на частотах ⅓ и ⅔;
- Число, двоичной записью которого является последовательность Морса — Туэ, называется числом Пруэ-Туэ-Морса:

{\displaystyle \tau =\sum _{i=0}^{\infty }{\frac {t_{i}}{2^{i+1}}}=0.412454033640\ldots } (последовательность A014571 в OEIS),
где {\displaystyle t_{i}} — элементы последовательности Морса-Туэ. Это число трансцендентно (доказано K. Mahler в 1929 году).
- Также известно значение следующего бесконечного произведения:[1]

{\displaystyle \prod _{n=0}^{\infty }\left({\frac {2n+1}{2n+2}}\right)^{2t_{i}-1}={\frac {\sqrt {2}}{2}}}

## Вариации и обобщения

### Обобщение на произвольный алфавит
Имея произвольный алфавит из n символов, можно составить ровно n разных циклических перестановок этого алфавита. Затем, заменяя каждую «букву» алфавита на соответствующую перестановку, можно получить последовательность Морса — Туэ. Так например из трёх символов «1», «2», «3» можно составить три циклических перестановки: «123», «231», «312»:
{\displaystyle 1\rightarrow 123}
{\displaystyle 2\rightarrow 231}
{\displaystyle 3\rightarrow 312}
```
                              1
         1                    2                    3
  1      2      3      2      3      1      3      1      2
1 2 3  2 3 1  3 1 2  2 3 1  3 1 2  1 2 3  3 1 2  1 2 3  2 3 1...
```

### Многомерное обобщение

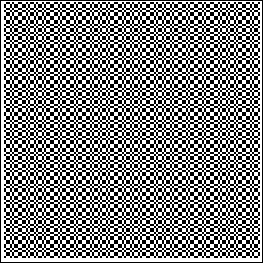
Двумерная последовательность Морса — Туэ. Чёрным цветом обозначена единица, белым — ноль.

Многомерная последовательность Морса — Туэ определяется подобным образом. Так например двумерная последовательность (матрица) является пределом последовательности, каждый следующий член которой получается из предыдущего при помощи преобразования
{\displaystyle 1\rightarrow {\begin{matrix}1&0\\0&1\end{matrix}}} ; {\displaystyle 0\rightarrow {\begin{matrix}0&1\\1&0\end{matrix}}}
| {\displaystyle 10010110\cdots }                                |
| {\displaystyle 01101001\cdots }                                |
| {\displaystyle 01101001\cdots }                                |
| {\displaystyle 10010110\cdots }                                |
| {\displaystyle \vdots \quad \vdots \quad \vdots \quad \ddots } |

Также двумерную последовательность Морса-Туэ можно представить как совокупность одномерных.